# Priedröf
Priedröf är ett berg i Österrike.   Det ligger i distriktet Spittal an der Drau och förbundslandet Kärnten, i den centrala delen av landet, 250 km sydväst om huvudstaden Wien. Toppen på Priedröf är 1 903 meter över havet.
Terrängen runt Priedröf är bergig åt sydväst, men åt nordost är den kuperad. Närmaste större samhälle är Radenthein, 3,4 km sydväst om Priedröf. 
I omgivningarna runt Priedröf växer i huvudsak blandskog. Runt Priedröf är det ganska tätbefolkat, med 65 invånare per kvadratkilometer.